# Helena Kuusisto
Helena Kuusisto, née le 6 novembre 1992 à Turku, est une karatéka finlandaise.
Elle est médaillée de bronze en kumite en plus de 68 kg aux Championnats d'Europe de karaté 2015.
Elle est battue par la Française Anne-Laure Florentin en finale des Championnats d'Europe de karaté 2016 dans la catégorie des plus de 68 kg.